# North Salem (Indiana)
North Salem est une municipalité située dans le comté de Hendricks, dans l’État de l'Indiana, aux États-Unis. Lors du recensement de 2020, elle comptait 464 habitants.